# Canta en español (1965)
 (mars 2025).
Albums de Charles Aznavour
Canta en español, vol. 2
(1965)
Canta en español est le 1er album studio de Charles Aznavour en espagnol. Il sort en 1965.

## Liste des chansons
| 1. | Venecia sin ti (Que c'est triste Venise)                        | Françoise Dorin, Charles Aznavour (Adapt. Don Diego) | 02:42 |
| 2. | Si vienes a mí (...mi amor) (Quand tu viens chez moi, mon cœur) | Charles Aznavour, Raymond Bernard (Adapt. Don Diego) | 05:07 |
| 3. | Por querer (Parce que)                                          | Charles Aznavour (Adapt. Don Diego)                  | 02:47 |
| 4. | Te espero (Je t'attends)                                        | Charles Aznavour, Gilbert Bécaud (Adapt. Don Diego)  | 03:07 |
| 5. | Debes saber (Il faut savoir)                                    | Charles Aznavour (Adapt. Don Diego)                  | 03:06 |

| 6.  | La mamá (adiós a la mamá) (La mamma)                        | Robert Gall, Charles Aznavour (Adapt. R. Gayoso Zuber)  | 03:45 |
| 7.  | Formi, formidable (For me... Formidable, version espagnole) | Jacques Plante, Charles Aznavour (Adapt. Don Diego)     | 02:20 |
| 8.  | Y por tanto (Et pourtant)                                   | Charles Aznavour, Georges Garvarentz (Adapt. Don Diego) | 02:46 |
| 9.  | No sabré jamás (On ne sait jamais)                          | Charles Aznavour (Adapt. Don Diego)                     | 02:29 |
| 10. | Sarah (Version espagnole)                                   | Jacques Plante, Charles Aznavour (Adapt. Don Diego)     | 02:14 |
| 11. | Cuando no pueda más (Quand j'en aurai assez)                | Charles Aznavour (Adapt. Don Diego)                     | 01:56 |